# Åbyggeby, Ockelbo kommun
Åbyggeby är en småort i Ockelbo socken Ockelbo kommun, Gävleborgs län.
År 1990 avgränsade SCB två småorter i området. En västra del bestående av 8 hektar och en östra del bestående av 5 hektar. Båda dessa orter hade 53 invånare per ort. Till avgränsningen 1995 hade de båda delarna växt samman till en ort som sedan dess har omfattat ungefär 25 hektar där antalet invånare har varit 80-100 personer under kommande sammanställningar. Vid Åbyggeby skola går ca 100 elever från förskoleklass till årskurs 3. 

## Befolkningsutveckling
| Befolkningsutvecklingen i Åbyggeby 1990–2015                                                                               | Befolkningsutvecklingen i Åbyggeby 1990–2015 | Befolkningsutvecklingen i Åbyggeby 1990–2015 | Befolkningsutvecklingen i Åbyggeby 1990–2015 | Befolkningsutvecklingen i Åbyggeby 1990–2015 |
| --- | -------------------------------------------- | -------------------------------------------- | -------------------------------------------- | -------------------------------------------- |
| |                                              |                                              |                                              |                                              |
| År |                                              |                                              | Folkmängd                                    | Areal (ha)                                   |
| 1990 | 1990                                         |                                              | 53                                           | 5#                                           |
| 1995 | 1995                                         |                                              | 83                                           | 23#                                          |
| 2000 | 2000                                         |                                              | 92                                           | 24#                                          |
| 2005 | 2005                                         |                                              | 99                                           | 25#                                          |
| 2010 | 2010                                         |                                              | 79                                           | 25#                                          |
| 2015 | 2015                                         |                                              | 116                                          | 59#                                          |
| Anm.: 1990 endast östra delen av Åbyggeby med koden S7505. Sammanvuxen med Åbyggeby (småortskod S7501) 1995. # Som småort. |                                              |                                              |                                              |                                              |

På grund av förändrat dataunderlag hos Statistiska centralbyrån så är småortsavgränsningarna 1990 och 1995 inte jämförbara. Befolkningen den 31 december 1990 var 121 invånare inom det område som småorten omfattade 1995.
| Befolkningsutvecklingen i Åbyggeby 1990–1990                                                    | Befolkningsutvecklingen i Åbyggeby 1990–1990 | Befolkningsutvecklingen i Åbyggeby 1990–1990 | Befolkningsutvecklingen i Åbyggeby 1990–1990 | Befolkningsutvecklingen i Åbyggeby 1990–1990 |
| ----------------------------------------------------------------------------------------------- | -------------------------------------------- | -------------------------------------------- | -------------------------------------------- | -------------------------------------------- |
|                                                                                                 |                                              |                                              |                                              |                                              |
| År                                                                                              |                                              |                                              | Folkmängd                                    | Areal (ha)                                   |
| 1990                                                                                            | 1990                                         |                                              | 53                                           | 8#                                           |
| Anm.: Västra delen av Åbyggeby. Sammanvuxen med Åbyggeby (småortskod S7505) 1995. # Som småort. |                                              |                                              |                                              |                                              |